# モンハン日記 ぎりぎりアイルー村
『モンハン日記 ぎりぎりアイルー村』（モンハンにっき ぎりぎりアイルーむら）は、カプコンのゲーム『モンスターハンターシリーズ』に登場する猫タイプの獣人「アイルー族」を主人公にしたテレビアニメ。
2011年に放送された続編の『モンハン日記 ぎりぎりアイルー村G』についても本稿にて記述する。

## モンハン日記 ぎりぎりアイルー村
『モンハン日記 ぎりぎりアイルー村☆アイルー危機一髪☆』は2010年8月5日より放送開始された日本のテレビアニメ。カプコンのハンティングアクションゲーム『モンスターハンターシリーズ』を原作とするスピンオフ作品。
TOKYO MXでは2010年8月5日から2010年10月7日まで毎週木曜日22：55から、毎日放送（MBS）では2010年8月7日から2010年10月9日まで毎週土曜日27：58から放送されていた。『モンハン日記 ぽかぽかアイルー村』のカプコン公式サイトやYouTubeのカプコンチャンネルでも2010年8月9日よりネット配信されていた。2010年秋よりキッズステーションでも放送開始。制作はDLE。

### スタッフ
- 原作 - カプコン「モンスターハンター」シリーズ
- 監督・脚本 - べんぴねこ
- キャラクターデザイン・作画監督 - 山脇光太郎
  - 各話の脚本と作画監督は山脇・べんぴねこが交代で担当。
- 音楽 - NOIZ'n GIRL、すどうゆうき
- 音響監督 - はたしょう二
- プロデューサー - 川瀬浩平、大山徹郎、大橋隆昭
- アニメーション制作 - DLE
- 製作 - ジェネオン・ユニバーサル・エンターテイメントジャパン

### 主題歌
エンディングテーマ「ハッピーアイルーライフ」
作詞 - べんぴねこ / 作曲 - NOIZ'n GIRL / 唄 - アイルーフィルハーモニー合唱団

### 各話リスト
| 話数     | サブタイトル                    | 放送日        |
| -------- | ------------------------------- | ------------- |
| QUEST 1  | 飛竜の卵を運搬せよ              | 2010年 8月5日 |
| QUEST 2  | 巨大魚を釣り上げろ!!            | 8月12日       |
| QUEST 3  | 絶壁!特産キノコ採取             | 8月19日       |
| QUEST 4  | 迫りくる壁の狭間で!             | 8月26日       |
| QUEST 5  | 地獄の落し物を回避せよ!         | 9月2日        |
| QUEST 6  | 消えたプーギーを追え!           | 9月9日        |
| QUEST 7  | ニャスターと教官の部屋          | 9月16日       |
| QUEST 8  | 毒をもって毒をセイイエス        | 9月23日       |
| QUEST 9  | 白い悪夢!氷点下サバイバル       | 9月30日       |
| QUEST 10 | 狩人よ、前へ!                   | 10月7日       |
| 映像特典 | 禁断のシーズン2映像流出!        |               |
| 映像特典 | 超禁断特典 吾輩はプーギーである |               |

## モンハン日記 ぎりぎりアイルー村G
『モンハン日記 ぎりぎりアイルー村G』は2011年7月1日より放送開始された日本のテレビアニメ。上記『モンハン日記 ぎりぎりアイルー村☆アイルー危機一髪☆』の続編。
キッズステーションでは2011年7月1日から毎週金曜日22：54から、TwellVでは2011年7月11日から毎週月曜日 - 金曜日7：00からのキッズ・ステーションタイムの月曜日枠で放送されている。なお、両放送局とも記載した時間以外に再放送が行われている。また、『モンハン日記 ぽかぽかアイルー村G』のカプコン公式サイトやMobageで1週間の期限付きでネット配信されるほか、2011年8月25日よりバンダイチャンネルで有料配信が行われている。

### スタッフ
- 原作 - カプコン「モンスターハンター」シリーズ
- キャラクターデザイン - べんぴねこ・山脇光太郎
- 音楽 - NOIZ'n GIRL
- 音響監督 - はたしょう二
- プロデューサー - 小嶋慎太郎、北林達也、山田まれお、大橋隆昭、中村敦子
- アニメーション制作 - DLE
- 製作 - カプコン

### 主題歌
エンディングテーマ「ハッピーアイルーライフG」
作詞 - べんぴねこ / 作曲・編曲 - NOIZ'n GIRL / 唄 - ニャイト（CV：小林ゆう）

### 各話リスト
| 話数     | サブタイトル                     | 放送日        |
| -------- | -------------------------------- | ------------- |
| QUEST 1  | 挟撃の一本道!吊り橋クライシス    | 2011年 7月1日 |
| QUEST 2  | 栄光の輝き!Gメダルをゲットせよ   | 7月8日        |
| QUEST 3  | 熟年ハンターにオトモハンティング | 7月15日       |
| QUEST 4  | 目覚めよスキル!護石採掘          | 7月22日       |
| QUEST 5  | 劇的!匠の技で武器強化            | 7月29日       |
| QUEST 6  | 転職決めて、つかめ天職!          | 8月5日        |
| QUEST 7  | 神出鬼没!怪盗ドロンニャ参上      | 8月12日       |
| QUEST 8  | オトモビギナーに教育的指導       | 8月19日       |
| QUEST 9  | 決戦!海の王者と勇者たち          | 8月26日       |
| QUEST 10 | スキルアップwith教官!            | 9月2日        |
| QUEST 11 | モンニャン隊、出動せよ!          | 9月9日        |
| QUEST 12 | ニャスターと教官の部屋2          | 9月16日       |
| QUEST 13 | 村長候補は、君だ!                | 9月23日       |

## 登場人物
ニャイト
声 - 小林ゆう
本作の主人公アイルー。性格はまともでツッコミ役だがドジでもあり、いつも酷い目にあっている。高所恐怖症。
リーダー
声 - 関智一
青い痩せたアイルー。のんき者で目が細い。背が高いのでリーダーになった。『ぎりアイG』7話によると、出身は他の村らしい。
ニャミィ
声 - 高橋美佳子
女の子アイルー。ピンク色の服を着ている。メンバーで一番強く、怒った際のパンチ力は絶大。腹黒い性格。
パカセ
声 - 高木礼子
まん丸メガネをかけた黄色いアイルー。頭脳派で薬の調合に詳しく、白衣を着ている。
プーニー
声 - べんぴねこ
白い太ったアイルー。目が前髪に隠れた、『ぽかアイ』ではポポ風ヘアと呼ばれる髪型。食いしん坊。
プーギー
声 - 能登麻美子
アイルー村にいるブタ。ニャミィと一緒にいることと、緑と黒の衝撃を着ていることが多い。DVD、Blu-ray版の特典映像によると、自分が一番立場が上で、ほかの5人は自分の世話をさせている下僕だと思っているが、プーニーがお気に入りだそう。
ニャスター
声 - 日笠陽子
番組の女性キャスターを務める黄色いアイルー。基本的に冷静沈着だが、教官には実力行使を含めた容赦ないツッコミを入れる。『ぎりアイG』公式サイトによるとキャスター暦20年以上で、年齢は教官と同世代以上らしい。
教官
声 - 三宅健太
訓練場の教官で唯一の人間キャラクター。熱血漢で、テロップによると35歳で独身（『ぎりアイG』では36歳独身）。おまけ編ではオタクと見られる節がある。
小さなイャンクック
『ぎりアイ』において、8話以外にてスタジオ床で、何があってもずっと眠っている。『ぎりアイG』では11話エンドカードにのみ登場。
ヨシコ
声 - 高木礼子

長老
声 - 関智一

管理人
声 - 高木礼子

ネコート
声 - 高木礼子
おまけ編のスタジオ棚には人形が置いてある。
コジマさん
おまけ編にのみ登場する、アイルー村宣伝担当。長方形のメガネをかけた青いアイルー。
老ハンター
声 - 関智一

マドー
声 - 関智一

アニス

エレナ
声 - 能登麻美子
ネコートと同じ形をした目のメラルー。
ハンター
声 - 関智一

ボッケ
声 - 日笠陽子

ニャック
声 - 三宅健太

ピザ配達員

ガーグァ
声 - べんぴねこ
『ぎりアイG』にて、小さなイャンクックの代わりに床で寝るモンスターとして、及びモンニャン隊の車を牽引するモンスターとして登場。10話では教官不在のソファに登ることもあった。
ジンオウガ
声 - 関智一

他、『ぎりアイG』最終話には『ぽかアイG』に登場するアイルーが、イモートとニャン次郎と共に多数登場。
ニャロル
声 - 三宅健太